# Reserva El Guadal
La reserva forestal El Guadal es un área natural protegida ubicada en cercanías de las localidades de Mallín Ahogado y El Bolsón creada con el objetivo de preservar el bosque nativo, efectuar trabajos de investigación y desarrollar metodologías para el manejo sustentable del recurso natural.

## Características generales
La reserva se extiende sobre una superficie de unas 200 ha correspondientes al ambiente de bosque andino patagónico, en torno a la posición 41°50′S 71°31′O / -41.833, -71.517.
Fue creada inicialmente en el año 1984, mediante la disposición de la provincia de Río Negro n.º 149bis/84 con el objetivo de regular y ordenar los recursos forestales de la zona.
 Hasta el año 2012, la reserva careció de instrumentos administrativos de gestión y protección, plan de manejo y mecanismos de control, por lo cual hasta ese año continuaron las prácticas de extracción de áridos en una cantera, tala de árboles y otras actividades no reguladas o clandestinas.
El origen del nombre proviene de la palabra "aguada" y significa "Extensión de tierra arenosa que, cuando llueve, se convierte en un barrizal", en referencia a la morfología y el paisaje de la zona.
La reserva está ubicada en las áreas bajas que forman los valles del río Quemquemtreu y del arroyo del Medio, al norte de las desembocaduras de estos cursos en el río Azul. El valle limita el este con la formación del cerro Piltriquitrón y al oeste con las cadenas montañosas que definen la línea limítrofe con la república de Chile.

## Flora
El ciprés de la cordillera (Austrocedrus chilensis) es la especie representativa y cuya presencia formando bosques relativamente compactos dio origen a la reserva.

Alterna con ejemplares de radal (Lomatia hirsuta), laura (Schinus patagonicus) y maqui (Aristotelia maqui).

## Fauna
No se han publicado informes detallados de relevamientos específicos efectuados en la reserva, por lo que se asume que presenta características similares a las del área protegida cercana Loma del Medio.

Se ha registrado la presencia de ejemplares de cóndor andino (Vultur gryphus), cauquén real (Chloephaga poliocephala), becasina común (Gallinago paraguaiae), remolinera araucana (Cinclodes patagonicus), chingolo (Zonotrichia capensis) y misto (Sicalis luteola) en la desembocadura del río Quemquentreu en el río Azul; observaciones a las que se agregan avistamientos de bandurria austral (Theristicus melanopis), chimango (Milvago chimango), torcaza común (Zenaida auriculata), fiofío silbón (Elaenia albiceps), golondrina patagónica (Tachycineta meyeni) y zorzal patagónico (Turdus falcklandii), entre otros, en el valle del río Quemquentreu.